# Королівство Талосса

### Королівство Талоса
EDIT
| Королівство Талоса El Regipäts Talossan мікронація з ознаками кібердержави |                        |      |  |
| \| \| \| \| \| \| \| Прапор \| Герб \| \|                                  |                        |      |  |
| Девіз Miehen huone on hänen valtakuntansa                                  |                        |      |  |
| Гімн Chirluscha àl Glheþ                                                   |                        |      |  |
| Адміністративна мапа Талоси                                                |                        |      |  |
| Дата заснування                                                            | 26 грудня 1979 року    |      |  |
| Мова(и)                                                                    | талоська, англійська   |      |  |
| Столиця                                                                    | Аббавілья              |      |  |
| Державний устрій                                                           | Конституційна монархія |      |  |
| Король                                                                     | Чек I                  |      |  |
| Прем'єр-міністр                                                            | М'єстра Шчива          |      |  |
| Державний секретар                                                         | Люк да Шир             |      |  |
| Грошова одиниця                                                            | талоський луї          |      |  |
| Законодавчий орган                                                         | З'ю (Коза + Сенат)     |      |  |
| Площа                                                                      | 13 км²                 |      |  |
| Населення                                                                  | 255                    |      |  |
|                                                                            |                        |      |  |
|                                                                            | Прапор                 | Герб |  |

## Королівство Талоса
Королівство Талоса (тал.  El Regipäts Talossan) – одна з найстаріших і найвідоміших школонацій, яка стала прикладом і стимулом для створення багатьох пізніших. Заснована 26 грудня 1979 року 13-річним Робертом Бен Медісоном з Мілуокі. Формально знаходиться на західному берегу Талоського моря (a.k.a озеро Мічиган), недалеко від американського міста Мілуокі, штат Вісконсин, і ділиться на вісім провінцій зі столицею Аббавілья в провінції Ататюрк, на півночі країни. Проте більшість активних підданих проживають в інших частинах Сполучених Штатів, а також у Канаді, Європі, Південній Америці, Азії та Африці.
Талоса протягом довгих років оголошувала себе мікронацією і заявляла про свій історичний пріоритет в використанні цього терміну, але останнім часом (коли це стало мейнстрімом) офіційно уникає його й обмежує відносини з суб'єктами, що ідентифікують себе як мікронації.

## Історія
За талоською історіографією цей період у свою чергу поділяється на:
- Dictatür Atx (диктаторська епоха, 1979-1981) - безроздільне панування короля Роберта.
- Expança Atx (епоха розширення, 1981-1983) - зростає кількість підданих і територія країни. Правління залишається авторитарним.
- Cünstavalità Atx (епоха розбудови, 1983-1990) - закладається багато міфів і традицій, що визначили обличчя держави. Формується громадянське суспільство і демократичні інституції, чим зменшується значення короля. На хвилі антимонархічних настроїв король Роберт I на початку 1987 року зрікається престолу на користь недавнього іммігранта до Талоси Роберта Доберпула (Роберт II), який утім вже в кінці березня був позбавлений Урядом влади. П'ятимісячний республіканський період закінчився 24 серпня, коли після проведеного референдуму королівську присягу приймає колишня вчителька Роберта I Флоренс Ярні (коронована з міркувань політкоректності як король Флоренцій, з жовтня - королева Флоренсія). 27 лютого 1988 року відрікається престолу, Роберт I повертається до влади з обмеженими правами.
- Þagal Atx (тиха епоха, 1990-1994) - занепад і стагнація національного життя, яке оновиться з виходом до Інтернету

1. ↑  Королівство Талоса. Мікронації Вікі (укр.). Процитовано 16 серпня 2025.
2. ↑  Королівство Талоса. Мікронації Вікі (укр.). Процитовано 16 серпня 2025.
3. ↑  Королівство Талоса. Мікронації Вікі (укр.). Процитовано 16 серпня 2025.